# 新華通訊頻媒
新華通訊頻媒控股有限公司，簡稱新華通訊頻媒控股，以及新華通訊頻媒（英語：Xinhua News Media Holdings Limited，港交所：0309），在2011年5月24日，由勞氏環保控股有限公司更名而來。
現時業務除了經營戶內及戶外電子屏幕之新聞、資訊及廣告播放業務外，還經營廢物處理、清潔服務等。該總部位於香港灣仔霎西街5號2樓。現時聯席主席為俱孟軍和勞國康，總裁為毛洪成。

## 連結
- XHNMedia.com （页面存档备份，存于）